# القصيلة (بعدان)

تعديل مصدري - تعديل

القصيلة محلة تابعة لقرية بيت الحنش، التابعة لعزلة دلال بمديرية بعدان إحدى مديريات محافظة إب في الجمهورية اليمنية، بلغ تعداد سكانها 36 حسب تعداد اليمن لعام 2004.